# Tmarus latifrons
Tmarus latifrons es una especie de araña cangrejo del género Tmarus, familia Thomisidae.

## Distribución
Esta especie se encuentra en Birmania e Indonesia.